# Tanja Maljartschuk
Tetjana „Tanja“ Wolodymyriwna Maljartschuk (ukrainisch Тетяна Володимирівна Малярчук; * 1983 in Iwano-Frankiwsk) ist eine ukrainische Schriftstellerin und Journalistin, die in Wien lebt. Sie ist Bachmann-Preisträgerin 2018.

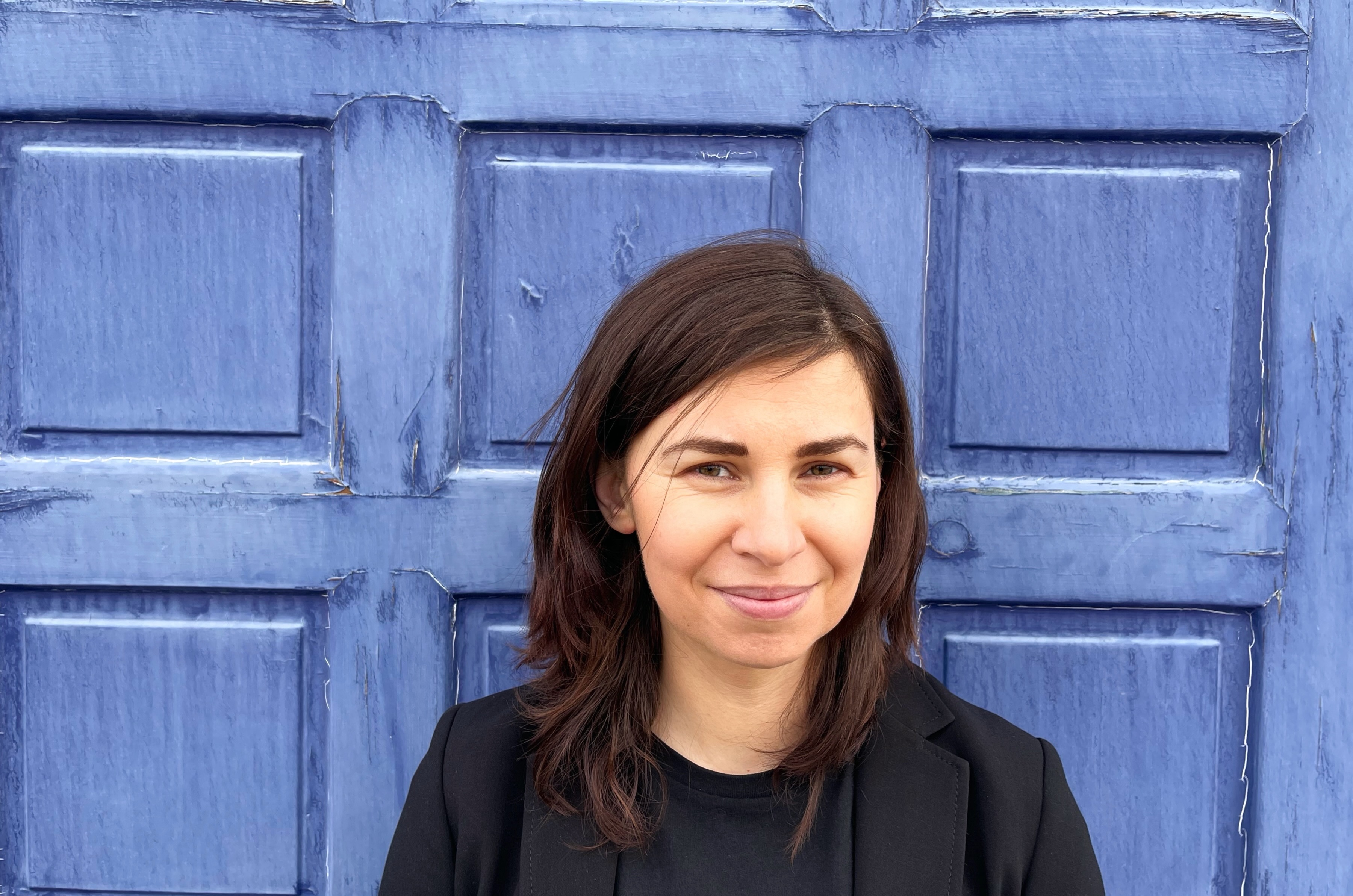
Tanja Maljartschuk 2022

## Leben und Werk

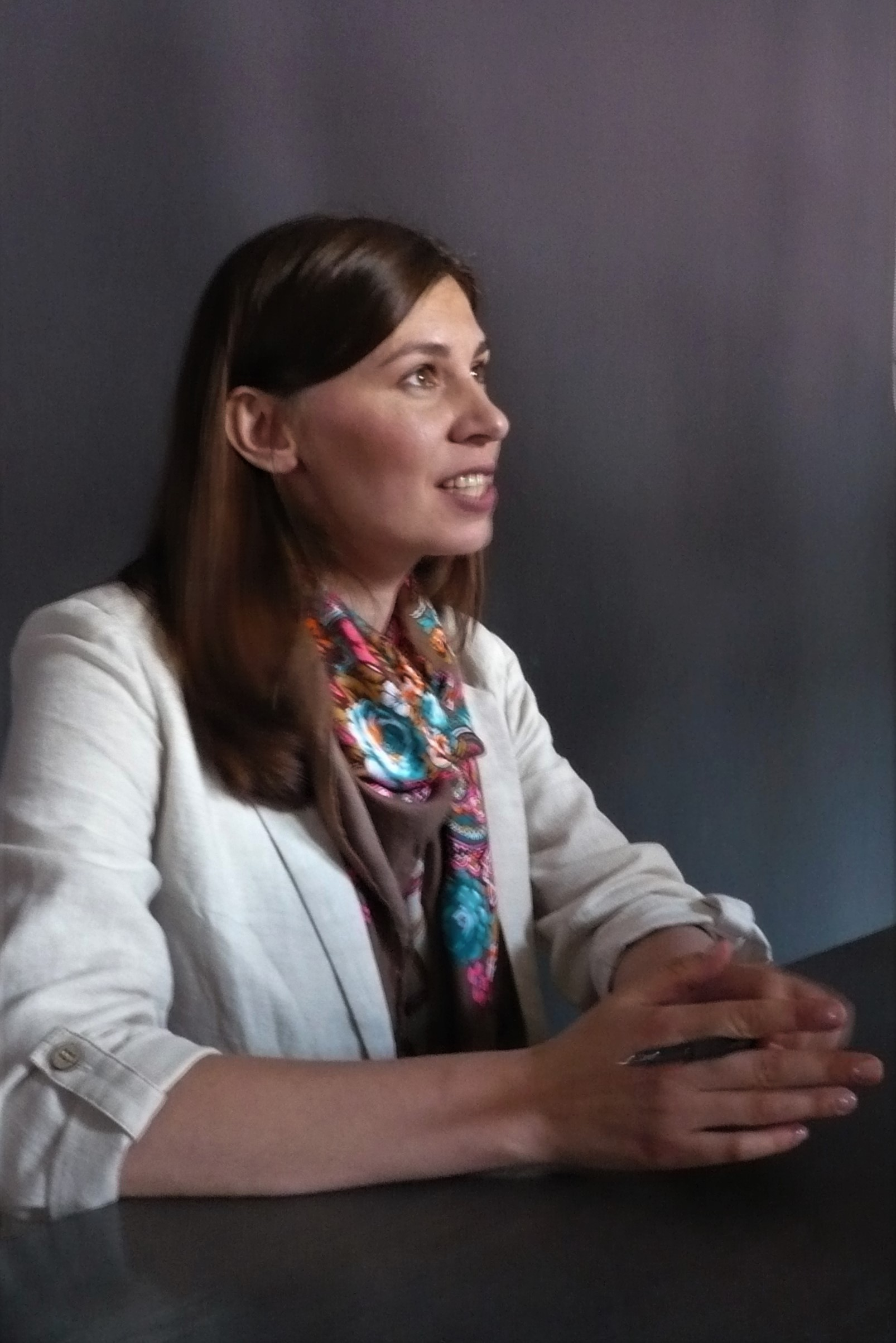
Tanja Maljartschuk (2019)

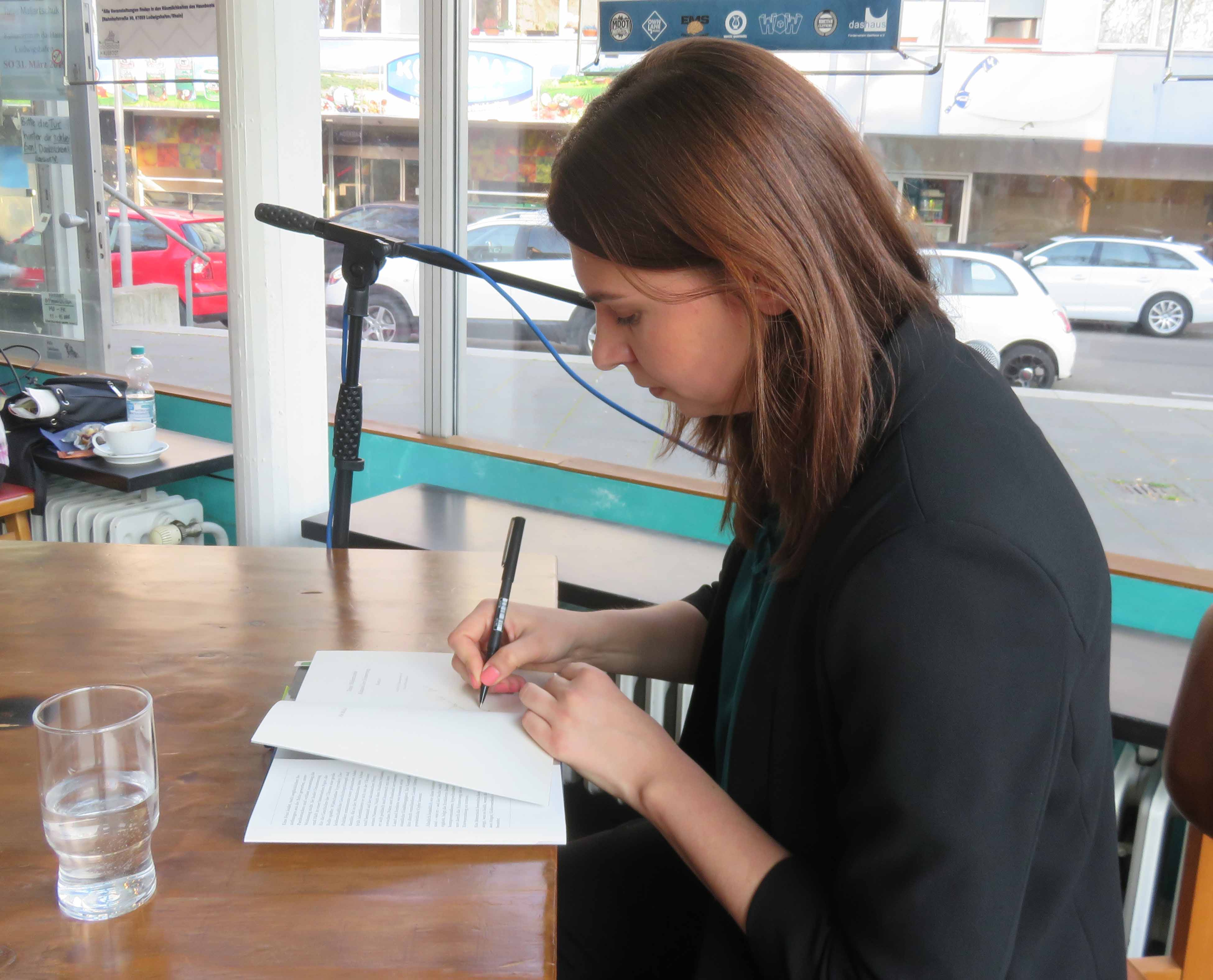
Autorin Tanja Maljartschuk beim Signieren eines Buches (März 2019)

Maljartschuk studierte Philologie an der Universität der Vorkarpaten in Iwano-Frankiwsk und arbeitete im Anschluss einige Jahre als Kultur- und investigative Journalistin in Kiew. 2011 emigrierte sie nach Wien.
2004 erschien ihr erstes Buch Ендшпіль Адольфо, або троянда для Лізи („Endspiel Adolfo oder eine Rose für Lisa“) beim Verlag Lileja-NW in Iwano-Frankiwsk. 2006 folgte Згори вниз. Книга страхів („Von oben nach unten. Das Buch der Ängste“). Der 2009 vom Residenz Verlag herausgebrachte Erzählband Neunprozentiger Haushaltsessig war Maljartschuks erstes Buch in deutscher Sprache. 2013 folgte ihr Roman Biografie eines zufälligen Wunders. Der Roman Забуття („Vergessenheit“, 2016) wurde vom ukrainischen Programm der BBC als „Buch des Jahres“ ausgezeichnet.
2018 veröffentlichte sie ihr erstes Werk im Bereich der Kinder- und Jugendliteratur: Mox Nox ist als „dystopischer Kinderroman“ bezeichnet worden.
Die Autorin schreibt regelmäßig Kolumnen für die Deutsche Welle (Ukraine) und für Zeit Online. Bekannt ist ihr Text Russland, mein Russland, wie liebe ich dich.
In ihrem Roman Blauwal der Erinnerung (KiWi, 2019; „Vergessenheit“ wäre die direkte Übersetzung des Originaltitels) setzt sie sich fiktionalisiert mit der Existenz zwischen den Stühlen in der Emigration auseinander und mit dem ukrainischen Volkshelden Wjatscheslaw Lypynskyj, der in den 1920er Jahren ebenfalls nach Wien emigriert war.
In einem am 21. April 2022 erschienenen Interview mit dem Tagesspiegel anlässlich des russischen Angriffskriegs auf die Ukraine erklärte Maljartschuk, dass sie bei ihrer Suche nach ukrainischen Spuren im Wien der 1920er Jahre auf viele ukrainischsprachige Zeitungen und Verlage gestoßen sei sowie rasch auch auf Lypynskyj, dessen Persönlichkeit und Schriften sie als ein Symbol der europäischen Ukraine fasziniert hätten. Sie selbst habe zu Beginn der aktuellen russischen Invasion große Angst gehabt, dass Kiew bald fallen werde und wie in der Vergangenheit „russlandfreundliche Puppenrepubliken“ entstehen könnten. „Jetzt ist der Aggressor nach wie vor sehr stark, aber das Selbstbewusstsein der Ukrainer und ihre Bereitschaft sich zu wehren sind auch enorm. Die Unterstützung des Westens könnte in diesem Krieg also entscheidend sein.“ Zu ihrer derzeitigen Situation als Schriftstellerin äußerte Maljartschuk, sie recherchiere seit zwei Jahren für einen neuen Roman. „Diesen Text über den Holocaust in der Ukraine werde ich nicht schreiben können, da der Krieg gegen die Ukraine, vorbereitet durch absurde Nazivorwürfe der russischen Führung, alle historischen Zusammenhänge aus den Angeln gehoben hat.“ Man stehe vor einer neuen Tragödie, deren Wirkung auf sie selbst als Autorin abzuwarten bleibe.
Den Gedanken griff sie wieder auf in ihrer in einem traurigen und wütenden Duktus gehaltenen Klagenfurter Rede zur Literatur „Hier ist immer Gewalt. Hier ist immer Kampf.“ am Eröffnungsabend des Bachmannpreises am 28. Juni 2023. Sie habe „ihr Vertrauen in die Literatur und – schlimmer noch – in die Sprache verloren“, weil beim Zusammentreffen von Literatur und Realität letztere „jedes Mal“ gewinne. Die Sprache sei „schön, aber hilflos wie ein Wald der blühenden Bäume“. Vielleicht könne sie den „Opfern in dunklen Tälern eine Stimme geben“.

## Auszeichnungen
- 2013: Kristal Vilenica des Internationalen Literaturfestivals Vilenica (Slowenien) für die Erzählung Die Frau und ihr Fisch
- 2013: Literaturpreis Józef Konrad Korzeniowski des Polnischen Instituts Kiew
- 2016: Preis Buch des Jahres von BBC Ukrainian für Забуття (Blauwal der Erinnerung)
- 2018: Ingeborg-Bachmann-Preis für den auf Deutsch verfassten Text Frösche im Meer[8][9]
- 2022: Usedomer Literaturpreis für Blauwal der Erinnerung stellvertretend für ihr gesamtes Werk[10]
- 2023: Theodor-Kramer-Preis[11]
- 2023: Förderungspreis der Stadt Wien für Literatur[12]
- 2024: Jeanette-Schocken-Preis[13]

## Auf Deutsch erschienene Werke
- Neunprozentiger Haushaltsessig. Geschichten (Originaltitel: Говорити/Hovoryty, übersetzt von Claudia Dathe). Residenz, St. Pölten/Salzburg 2009, ISBN 978-3-7017-1512-1.
- Biografie eines zufälligen Wunders. Roman (Originaltitel: Біографія випадкового чуда/Biohrafija vypadkovoho čuda, übersetzt von Anna Kauk). Residenz, St. Pölten/Salzburg/Wien 2013, ISBN 978-3-7017-1612-8.
- Von Hasen und anderen Europäern. Geschichten aus Kiew (Originaltitel: Звірослов/Sviroslov, übersetzt von Claudia Dathe). Edition FotoTAPETA, Berlin 2014, ISBN 978-3-940524-30-0.
- Überflutet (Originaltitel: Повінь, übersetzt von Harald Fleischmann). Edition Thanhäuser, Ottensheim/Donau 2016.
- Blauwal der Erinnerung. Roman (Originaltitel: Забуття/Zabuttja, übersetzt von Maria Weissenböck). Kiepenheuer & Witsch, Köln 2019, ISBN 978-3-462-05220-6.
- Gleich geht die Geschichte weiter, wir atmen nur aus. Essays. Kiepenheuer & Witsch, Köln 2022, ISBN 978-3-462-00462-5.
- „Hier ist immer Gewalt. Hier ist immer Kampf.“ Klagenfurter Rede zur Literatur 2023. Special. Edition Meerauge/Verlag Johannes Heyn, Klagenfurt am Wörthersee/Celovec 2023, ISBN 978-3-7084-0686-2.